# アサハン川
アサハン川（アサハンがわ、インドネシア語: Sungai Asahan、英語: Asahan River）は、インドネシア・スマトラ島の北スマトラ州を流れる河川。スマトラ島の主要河川のひとつである。

## 概要

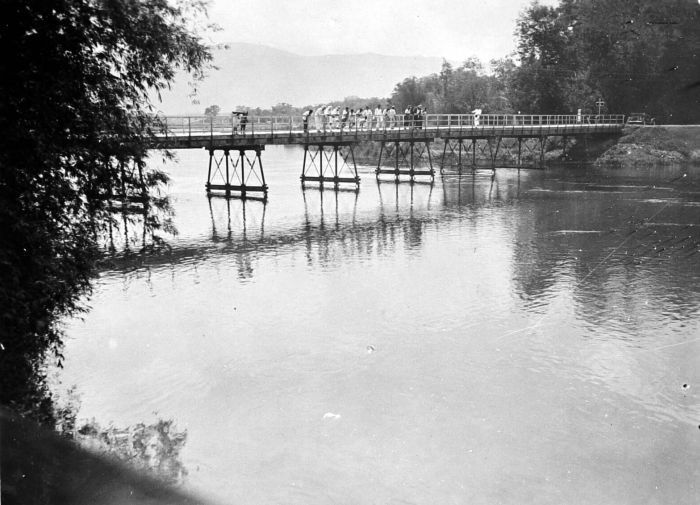
アサハン川の源流付近、ポルセア(Porsea)にかかる橋。1939年撮影。

スマトラ島の北西部、標高900メートルの位置にあるカルデラ湖のトバ湖が水源である。湖の東端に位置するトバ県のポルセア(Porsea)から流れ出し、バリサーン山脈の山地帯を概ね北東方向へ流れながら峡谷を形成して抜け、アサハン県でマラッカ海峡に至る。トバ湖から流出する唯一の河川である。
川全体の平均河川勾配は約166分の1であるが、源流近くの15kmの平均勾配が約5,000分の1であるのに対し、次の15kmは両岸を崖に囲まれ多くの大小の滝や急流があり、平均勾配が25分の1と激変する。続く15kmも勾配50分の1の山岳地帯を流下し、それより下流は丘陵や平原、湿原を流れ海へ注ぐ。
流域の気候は熱帯雨林気候にあたり、一年を通じて高温多湿である。年間降雨量はトバ湖周辺では約1,700mmだが、湖の東岸から南岸は2,000mm前後である。外輪山のはずれに向かうほど降水量が増え、4,000mm近くに達する地区もある。
アサハン川の上流部は水量が豊富で多くの滝が存在し、水力発電の適地となっている。このため日本とインドネシアの共同開発事業「アサハン・プロジェクト」により2つのダム（シグラグラダム、タンガダム）と水力発電所が設けられ、クアラタンジュン港のアルミニウム精錬工場へ送電されている。
流域の産業は、ココヤシ、アブラヤシ、天然ゴムのプランテーション農業など。流域の最大都市であるタンジュン・バライは支流のシラウ川と合流する河口から10kmほどの地点に位置し、農産物の集積拠点となっている。

## 流域の開発史
アサハン川の上流部には、200メートルの落差を持つシグラグラ滝、タンガ滝など多くの滝が存在している。巨大な天然のダムであるトバ湖に由来する毎秒100t以上もの豊富で安定した水量、水源から河口まで900m以上に達する大きな高低差、約10mと川幅の狭いV字峡谷は、水力発電を行うために世界的にも稀な好立地となっており、包蔵水力は100万kW以上とされる。このため第二次世界大戦の前から電源地帯として開発計画があり、戦前には宗主国のオランダ、戦中には日本が現地調査を行ったが、いずれも開発には至らず、日本の調査は敗戦により中止を余儀なくされた。この日本の調査事業には久保田豊らが従事しており、のちに日本が実現する開発事業にも関わることとなる。
戦後にインドネシアが独立すると、久保田が設立した日本工営が、水力発電による豊富な電力と、その電力を使ったアルミニウム精錬を組み合わせた計画を1953年にインドネシア政府に提示したが、戦時賠償交渉のもつれもあって日本による事業の継続は不可能となった。日本が外れた後はフランス、アメリカ合衆国、ソビエト連邦などが調査を行い、特にソ連はインドネシアのスカルノ大統領とイデオロギーが近かったこともあり1億ドルの長期借款を供与され1962年に開発契約を締結したが、仮設工事程度しか進捗しないまま1965年の9月30日事件でスカルノが失脚すると撤退し頓挫してしまった。政変後にスハルト政権が発足すると、1967年に日本工営が再び「水力発電とアルミ精錬のパッケージ」計画を提案。スハルトの経済開発優先方針や、久保田と日本工営、住友グループからスハルトへの働きかけもあり、日本がアサハン川開発事業を引き受けることとなった。

### アサハン・プロジェクト
各国が失敗を重ねてきたアサハン川開発はインドネシア政府の長年の宿願となっていたが、1970年代に入り、日本が政府開発援助(ODA)を用いる形で、2つのダムによる水力発電とアルミ精錬工場建設の詳細な事業計画を取りまとめた。この背景にはオイルショックによる電力コスト高騰のため、当時の日本では国内でのアルミ精錬が立ち行かなくなっていた事情があった。当初はアメリカのカイザー・アルミニウム、アルコアも計画に加わったが資金面の課題から途中で降り、日本単独での事業となる。1975年に日イ両国政府間でプロジェクトの発足を正式に調印。日本政府と共に、住友グループを中心とする住友化学、日本軽金属、昭和電工、三井アルミニウム、三菱軽金属といった当時の日本の各アルミメーカー5社と、住友商事、丸紅、三菱商事、三井物産など各企業グループの商社7社が出資して「日本アサハンアルミニウム株式会社」(NAA)を設立。更に同社とインドネシア政府との合弁企業として「P.T. インドネシア・アサハン・アルミニウム」(INALUM、イナルム)が設立される形で進められた。同時に監督官庁としてインドネシア政府機関のアサハン開発庁が設置された。
湖の出口から14kmの位置に水量調整ダム、上流部のシグラグラとタンガに発電用ダムと水力発電所、マラッカ海峡に面したクアラタンジュン港にアルミニウムの精錬所が建設され、1982年にシグラグラダム、1983年にタンガダムとアルミニウム工場が完成し稼働を開始、1984年に完工した。スハルト政権の威信をかけた国家事業として推進され、1982年の第1期竣工式及び1984年11月の完工式典には大統領自身も出席している。建設工事には大成建設、鹿島建設、IHI、日立製作所など日本の大手ゼネコンや重機メーカーらが参画し、"オール・ジャパン"体制で臨んでいる。シグラグラ発電所は244MW、タンガ発電所は269MWの発電量で、インドネシア最大の水力発電設備を持つ。この電力は約120kmの送電線でアルミニウム精錬工場に送られる。工場は年間225,000tの生産量を持ち、2003年末現在で総量400万tを生産、うち250万tが日本に輸出、100万tはインドネシア国内で使用され、残りの50万tは他国へ輸出された。この他アルミニウムの積出港、従業員や関係者向けの住宅地等も含めた開発事業となった。
同プロジェクトは産業育成、雇用創出、外貨獲得、インフラ整備などインドネシア経済への多大な貢献や、日本向けアルミニウムの安定供給、景観や自然環境に配慮した建設工事、ジャワ島に集中していた開発事業の島外格差是正といった面で高い評価があり、インドネシア近代化の象徴として発電所がのちにインドネシア1000ルピア紙幣のデザインに用いられたほどである。その一方、円高が及ぼしたコスト増による借入金の増大、地元経済への貢献が必ずしも十分でない点、土地収用に関する問題点など批判もある。また建設後に数年間にわたり発生した異常気象によって降雨量が不足し、発電量が想定を下回りアルミ生産に影響を及ぼすといった不運や、アルミ地金の国際相場変動に振り回され採算が不安定になり経営難に陥るなどの事態も発生した。
第3水力発電所の建設も、ODAの有償資金協力案件として計画されている。
インドネシア・アサハン・アルミニウム社は操業30年後にインドネシアに移管されることが当初から決まっており、交渉の結果、満期を迎えた2013年に日本側が全株をインドネシア政府へ売却し、国有化された。

## ダム・発電所諸元
（上流から記載）
アサハン調整ダム
- 堤高：39m[18]
- 施工者：熊谷組ほか[16]

シグラグラダム
- 標高：海抜700m[18]
- 堤高：46m[18]
- 有効貯水量：752,000m3[18]
- 施工者：前田建設工業ほか[16]

シグラグラ発電所(PLTA Sigra gura)
- 標高：海抜500m[18]
- 総落差：230.0m（有効落差：218m）[26]
- 発電機：水力タービン発電機4基[18]
- 発電量：設備容量286MW、最大電力244MW、常時電力203MW[18]
- 施工者：鹿島建設ほか[16]
- 特記事項：インドネシア初の地下式発電所[18]。

タンガダム
- 標高：海抜500m[18]
- 堤高：83m[16]
- 堤頂長：122m[16]
- 総貯水容量：710,000m3[16]
- 施工者：大成-間JVほか[16]
- 特記事項：インドネシア初のアーチ式ダム[18]。

タンガ発電所(Tangga Hydroelectric Power Plant)
- 標高：海抜250m[18]
- 総落差：237.4m（有効落差：226.8m）[26]
- 発電機：水力タービン発電機4基[18]
- 発電量：設備容量317MW、最大電力269MW、常時電力223MW[18]